# Копьев, Николай Васильевич
Николай Васильевич Копьев (16 апреля 1892, пос. Ижевский завод, Вятская губерния, Российская империя — 18 января 1938, Ленинград, СССР) — инженер-механик, профессор. Начальник кафедры механической технологии Артиллерийской академии им. Ф. Э. Дзержинского. Военный инженер 1-го ранга.

## Биография
Родился 16 апреля 1892 года в посёлке Ижевский завод Вятской губернии в семье преподавателя оружейной школы. С 1910 года — студент механического отделения Санкт-Петербургского политехнического института. В 1914 году командирован институтом в Германию для изучения инструментального дела.
В 1915—1918 годах инструктор, затем заведующий инструментальным отделом в Центральном военно-промышленном комитете. Организатор производства инструмента на Путиловском, Обуховском и других заводах Петрограда. Одновременно в 1912—1917 году руководитель практическими работами в механической мастерской Женского политехнического института. В 1917—1920 преподаватель на политехнических курсах. В декабре 1918 восстановлен в Петроградском политехническом институте, в октябре 1922 окончил его.
С 1920 преподаватель на ускоренных курсах механического факультета и одновременно в Технологическом институте. Кроме того, с 1918 преподаватель Высших технических педагогических курсов. Профессор с 1924 года. С 1924 — преподаватель, а с 1930 — профессор и заведующий лабораторией в Механическом институте. С 1926 года штатный преподаватель в Военно-технической академии им. Дзержинского. С 1930 года профессор в Ленинградском машиностроительном и Технологическом институтах. В 1931 году начальник кафедры в Военно-технической академии им. Дзержинского, присвоено звание военного инженера 1-го ранга; редактор и один из авторов учебника «Курс артиллерийских производств» (1934). С августа 1935 года — декан механического факультета Ленинградского политехнического института им. Калинина.
Был одним из членов-учредителей Историко-методологического общества, созданного в 1928 году по инициативе директора Естественно-научного института им. П. Ф. Лесгафта — Н. А. Морозова. Занимался историей технологий.
25 (или 26) октября 1937 года арестован органами НКВД и 12 января 1938 года приговорён по статье 58-6,11 к высшей мере наказания. Расстрелян 18 января 1938 года.
16 сентября 1957 года полностью реабилитирован.